# キネクレー
キネクレーは、スウェーデンのヴェステルイェートランド地方にある丘陵ないしは尾根である。キネクレーはヴェーネルン湖の南岸にあり、最高地点は海抜306mである。近くには、有名なレース場キネクレー・リングがある。 Husabyの歴史ある町と教会が、キネクレーの南側に位置しており、スウェーデン最初のキリスト教徒の王オーロフ・シェートコヌングは、この教会の真北にある井戸で1008年に洗礼を受けた。

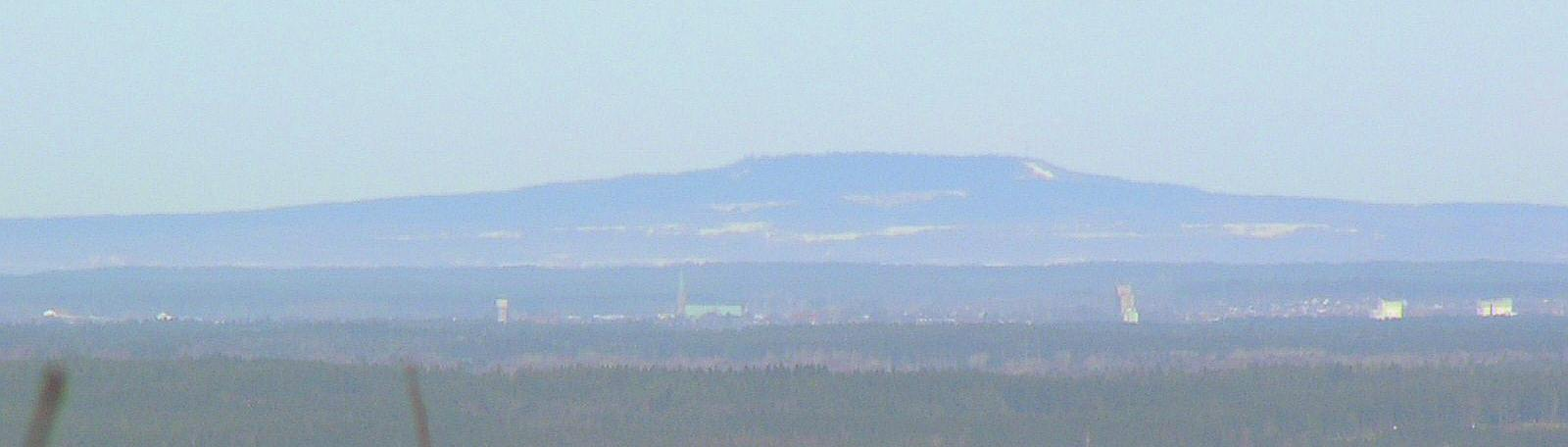
キネクレーの典型的な冬景色